# Dracy
Dracy är en kommun i departementet Yonne i regionen Bourgogne-Franche-Comté i norra Frankrike. Kommunen ligger i kantonen Toucy som tillhör arrondissementet Auxerre. År 2022 hade Dracy 237 invånare.

## Befolkningsutveckling
Antalet invånare i kommunen Dracy
| Referens: INSEE |